# Viggo Brøndal
Viggo Brøndal (Copenhague, 13 de outubro de 1887 — Copenhague, 14 de dezembro de 1942) foi um professor e filólogo dinamarquês. Fundador do Círculo Linguístico de Copenhague, ao lado de Louis Hjelmslev, teve fundamental importância no desenvolvimento da teoria glossemática e nos estudos de linguística românica.
Professor da Universidade de Copenhague, publicou a Ata Linguística em 1939 e focalizou conceitos iniciais da gramática universal no nível morfológico e sintático através de estruturas semânticas. Além disso, expandiu a ideia de substância e quantidade nos estudos da linguagem.